# اشکان خیل‌نژاد
اشکان خیل‌نژاد (زادهٔ ۱۷ دی ۱۳۶۷) طراح، بازیگر، مدرس و کارگردانِ نمایش ایرانی است.

## زندگی
وی از ابتدای دههٔ ۹۰ همراه با یوسف باپیری، نوید محمّدزاده، هوتن شکیبا و آرمان کوچکی گروه تئاتر تازه را شکل داده‌است. فعالیت هنری او از نوجوانی به عنوان بازیگر در آموزشگاه سینمایی در شهر کرج آغاز شد و پس از ورود به دانشگاه تهران و شرکت در جشنوارهٔ تئاتر دانشگاهی ادامه پیدا کرد. با اجراهای نخست خود در تئاتر مولوی و عضویت در حلقهٔ تئاتر دانشگاهی توانست به عنوان کارگردان به تئاتر حرفه‌ای ایران معرفی شود. وی پس از فراغت از تحصیل از دانشگاه تربیت مدرس، در کنار کار تئاتر و فیلمسازی به تدریس در دانشگاه ها و اموزشگاه معتبر هنری پرداخت. او هم‌چنین به عنوان بازیگر و گروه کارگردانی سابقهٔ همکاری با هنرمندانی چون علی رفیعی، داوود رشیدی و محمّد یعقوبی را داراست.وی هم اکنون در آتلیه ی تئاتر تازه به همراه یوسف باپیری به تدریس تئاتر می پردازد.

## کارگردان، دراماتورژ و طراح
- نمایش "بالاخره این زندگی مال کیه؟"/ نویسنده: برایان کلارک- بَرگردان: احمد کسایی‌پور- دراماتورژ و کارگردان: اشکان خیل‌نژاد/ سالن اصلی تالار مولوی، خرداد و تیرماه ۹۳/ سالن ناظرزادهٔ کرمانی در نمایشخانهٔ ایرانشهر، مِهر تا آذرماه ۹۳
- نمایش "پچ‌پچه‌های پشت خط نبرد/ نویسنده: علی‌رضا نادری- کارگردان: اشکان خیل‌نژاد/ سالن اصلی تالار مولوی، آذر و دی‌ماه ۹۱/ سال شماره ۱ تئاتر شهرزاد، شهریور تا آبان‌ماه ۹۶
- نمایش"پردهٔ سوم؛ صحنهٔ چهارم" (پروژهٔ هملت؛ شکسپیر)/ طراح و کارگردان: اَشکان خِیل‌نژاد و یوسف باپیری/ منتخب هشتمین جشن‌واره بین‌المللی تئاتر دانش‌گاهی APB وابسته بهITI یونسکو، دانش‌گاه LASALLE، سنگاپور June ۲۰۱۵/ مرکز مطالعات اجرای قشقایی/ تیر و مرداد ماه ۹۵
- نمایش "پسران تاریخ"/ نویسنده: اَلِن بِنِت- برگردان: محسن ابوالحسنی- دراماتورژ، طراح و کارگردان: اَشکان خِیل‌نژاد / سالن چهارسو در تئاترشهر، مُرداد و شهریورماه ۹۶/ سالن اُستاد سمندریان نمایش‌خانهٔ ایران‌شهر، آبان و آذرماه ۹۶
- فیلم کوتاه "تلقین"/ فیلم‌نامه: جابر رمضانی- مدیر فیلم‌برداری: مصطفی قاهری- کارگردان: اشکان خیل‌نژاد/ ۹۷

## گروه کارگردانی
- منشی صحنهٔ نمایش "خشک‌سالی و دروغ"/ نویسنده و کارگردان: محمد یعقوبی/ سالن چهارسویِ تئاترشهر/ شهریور و مهر ۸۸
- دست‌یار کارگردانِ نمایش "یک دقیقه سکوت"/ نویسنده: محمد یعقوبی/ کارگردان: آیدا کیخایی/ سالن کوچک تالار مولوی/ خرداد و تیر ۸۹
- منشی صحنهٔ نمایش "زمستان ۶۶"/ نویسنده و کارگردان: محمد یعقوبی/ سالن چهارسویِ تئاترشهر/ شهریور و مهر ۹۰
- دست‌یار کارگردانِ تله‌تئاتر "خانم سویج عجیب"/ نویسنده: جان پاتریک/ کارگردان هنری: محمد یعقوبی، کارگردان تلویزیونی: مسعود فروتن
- مشاور کارگردانِ نمایش "من که دا نیستم!"/ نویسنده: مهرداد رایانی‌مخصوص/ کارگردان: حسین پارسایی/ سالن اندیشهٔ حوزهٔ هنری تهران/ مرداد و شهریور ۹۲
- مشاور هنریِ نمایش "۲۵"/ نویسنده و کارگردان: هنرجویان آموزش‌گاه استاد سمندریان/ سالن گوشهٔ نیاوران/ بهار ۹۳
- مشاور هنری نمایش "کامنت"/ نویسنده: محمد منعم و بهار کاتوزی/ کارگردان: یوسف باپیری/ سالن سمندریان تماشاخانهٔ ایران‌شهر/ بهار ۹۴
- دست‌یار هنری نمایش "خاطرات و کابوس‌های یک جامه‌دار از زنده‌گی و قتل میرزاتقی‌خان فراهانی"/ نویسنده و کارگردان: علی رفیعی/ تالار وحدت/ آبان، آذر و دی ماه ۹۴
- مشاور هنری نمایش "مرگ هوتن"/ نویسنده: بهزاد آقاجمالی/ کارگردان: یوسف باپیری/ تماشاخانهٔ پالیز/ پاییز ۹۵
- مشاور هنری نمایش "چشمان بسته از خواب"/ نویسنده: محمد چرمشیر/ کارگردان: یوسف باپیری/ تماشاخانهٔ استاد انتظامی/ تابستان ۹۶
- مشاور هنری نمایش "الیور توئیست"/ بازنویسی: محمدرضا کوهستانی/ کارگردان: حسین پارسایی/ تالار وحدت/ پاییز ۹۶
- مشاور هنری نمایش "فتوحات گلشیری"/ نویسنده: مجتبی کریمی/ کارگردان: یوسف باپیری/ تئاترشهر سالن چهارسو/ زمستان ۹۶

## نگارش و تحقیق
- مقاله‌ی "بررسی رابطه‌ی نهاد دولت با تئاتر ایران، پس از خصوص‌‌سازی دولتی، با تأکید بر تولیدات تئاترهای بخش غیردولتی در دولت یازدهم"/ سمینار پژوهشی تئاتر و ظرفیت‌های بخش غیردولتی / ۱۳۹۶
- نگارش بخش "از پشت‌شیشه‌ها"/ فصل‌نامه‌ي تخصصی "نمایش‌نامه"‌/ خانه‌ي تئاتر ایران
- نگارش بخش "گنجه"/ فصل‌نامه‌ي تخصصی کودک و نوجوان "تجیر"/ مرکز ملی اسیتج ایران
- ویراستاری فصل‌نامه‌ی تخصصی "نمایش‌نامه"‌، شماره‌ي نهم و دهم/ خانه‌ي تئاتر ایران
- ویراستاری فصل‌نامه‌ی تخصصی "تئاتر"، شماره‌ي ۴۴/ مرکز هنرهای نمایشی ایران
- انتشار فیلم- تئاترهای "پچ‌پچه‌های پشت خط نبرد"و "بالاخره این زندگی مال کیه؟" توسط نشر بتهوون
- مقاله‌ی "نقاط هم‌سان و غیرهم‌سان تئاتر و تله‌تئاتر با تأکید بر الگوی نشانه‌شناختی"/ همایش پژوهشی هفده‌امین جشنواره‌ی بین‌المللی تئاتر دانش‌گاهی ایران (مطالعات اجرا/ دری‌چه‌ای بر تئاتر امروز ایران)/ ۱۳۹۳

## بازیگری
- سینمایی رؤیای خیس/ نویسنده و کارگردان: پوران درخشنده/ ۸۶
- نمایش نوشتن در تاریکی/ نویسنده و کارگردان: محمد یعقوبی/ سالن چهارسویِ تئاتر شهر، مهر و آبان ۸۹
- نمایش آقای اشمیت کیه؟ / نویسنده: سباستین تیری/ کارگردان: داوود رشیدی/ تماشاخانهٔ ایران‌شهر، مرداد و شهریور ۹۰
- تله‌فیلم "سفرِ زمان"/ کارگردان: امیرشهاب رضویان ۹۱
- سینمایی خانواده آقای فرشچی /کارگردان:نادر تکمیل همایون ۹۴

## جوایز
| تاریخ | جایزه                                            | دسته                                              | نمایش                      | نتیجه | منبع |
| ----- | ------------------------------------------------ | ------------------------------------------------- | -------------------------- | ----- | ---- |
| ۱۳۹۰  | چهاردهمین جشنوارهٔ بین‌المللی تئاتر دانشگاهی ایران | تقدیرنامه کارگردانی                               | بالاخره این زندگی مال کیه؟ | برنده |      |
| ۱۳۹۱  | انجمن کانون کارگردانان خانهٔ تئاتر                | جایزهٔ برترین کارگردان جوان سال                    | پچ‌پچه‌های پشت خط نبرد       | برنده |      |
| ۱۳۹۶  | جشنواره بین‌المللی تئاتر فجر                      | طراحی صحنه، کارگردانی و بهترین اجرای بخش بین‌الملل | پسران تاریخ                | برنده |      |
| ۱۳۹۷  | جشنواره بین‌المللی فیلم کوتاه تهران               | بهترین فیلم                                       | تلقین                      | نامزد |      |
| ۱۳۹۷  | دومین دورهٔ سمپوزیوم بین‌المللی طراحی صحنه و لباس  | جایزهٔ ارتباط کارگردان با طراح صحنه                | نمایش پسران تاریخ          | برنده |      |
| ۱۳۹۸  | شصت‌ودومین جشنوارهٔ منطقه‌ای سینمای جوان شبدیز      | جایزهٔ بزرگ برای ساخت فیلم کوتاه                   | تلقین                      | برنده |      |
| ۱۳۹۸  | هشتمین جشنوارهٔ ملی نماز و نیایش                  | جایزهٔ نخست کارگردانی                              | تلقین                      | برنده |      |
| ۱۳۹۸  | نهمین دوره جشنواره بین‌المللی فیلم وارش           | بهترین فیلم                                       | تلقین                      | برنده |      |
| ۱۳۹۸  | نهمین دوره جشنواره بین‌المللی فیلم وارش           | جایزه ویژه هیئت داوران                            | تلقین                      | برنده |      |